# Margaret Mahler
Margaret Mahler (geboren als Margarethe Schönberger 10. Mai 1897 in Ödenburg, Österreich-Ungarn; gestorben 2. Oktober 1985 in New York) war eine österreichisch-US-amerikanische Psychiaterin, Psychoanalytikerin und Kinderärztin. Sie leistete Pionierarbeit auf dem Gebiet der Säuglings- und Kleinkindforschung. Auf der Grundlage empirischer Untersuchungen erarbeitete sie ein Entwicklungsmodell, das insbesondere in der Psychoanalyse und Objektbeziehungstheorie sehr einflussreich wurde.

## Herkunft und Ausbildung
Schönberger wurde in eine deutsch-jüdische Familie in Ödenburg, einer habsburgischen (Habsburgische Erblande) Kleinstadt, geboren. Ihr Vater war Gustav Schönberger, ihre Mutter Eugenia, geb. Wiener. Mit ihrer jüngeren Schwester hatte sie aufgrund der schwierigen Ehe ihrer Eltern eine belastete Kindheit. Margarets Vater ermutigte sie, sich in Mathematik und anderen Wissenschaften hervorzutun. Nach dem Abschluss der Höheren Töchternschule zog sie im Alter von sechzehn Jahren mit ihrer Schwester zu einer Tante nach Budapest, um dort das Gymnasium zu besuchen, obwohl es damals für eine Frau ungewöhnlich war, eine formale Ausbildung fortzusetzen. Durch ihre Schulfreundin Alice Székely-Kovács und deren Mutter, die Psychoanalytikerin Vilma Kovács, kam Margarethe Schönberger mit dem einflussreichen ungarischen Psychoanalytiker Sándor Ferenczi und seinem Kreis in Kontakt. Budapest hatte großen Einfluss auf ihr Leben und ihre Karriere. Sie war fasziniert vom Konzept des Unbewussten und wurde ermutigt, Sigmund Freud zu lesen.
Sie studierte zunächst Kunstgeschichte und begann dann, als eine der ersten Frauen, ein Medizinstudium an der Budapester Universität. Als 1919 das repressive Horthy-Regime an die Macht kam, wechselte sie an die Medizinische Fakultät in München. Wegen Antisemitismus wechselte sie erneut und schloss ihr Studium in Jena ab, wo sie 1922 promovierte. In Wien bildete sie sich bei Clemens von Pirquet zur Kinderärztin weiter und eröffnete eine kinderärztliche Privatpraxis. Am Lehrinstitut der Wiener Psychoanalytischen Vereinigung, deren außerordentliches Mitglied sie 1933 wurde, absolvierte sie eine psychoanalytische Ausbildung. Mit dem „Ambulatorium Rauscherstraße“ richtete die IKG in der Rauscherstraße 16 im Jahr 1918 eine psychoanalytisch orientierte Kinderklinik für vorwiegend jüdische Kinder ein, bei der Schönberger ab 1934 mitarbeitete. Heute befindet sich an dieser Adresse ein kommunales Seniorenheim und nebenan die Lauder-Chabad Schule. 1936 heiratete sie den Chemiker Paul Mahler. Nach dem Anschluss Österreichs 1938 emigrierten beide nach New York.

## Werk
Im Jahr 1940 wurde sie Mitglied des New York Psychoanalytic and Psychiatric Institute und leitete die Ausbildung des Psychoanalytischen Instituts Philadelphia. Sie richtete einen therapeutischen Kindergarten für psychotische Kinder  am New Yorker Albert Einstein College of Medicine gemeinsam mit ihrem Kollegen Manuel Furer ein und entwickelte ein dreiteiliges Therapiesystem Mutter, Kind und Therapeut. In dem von ihr 1950 gegründeten therapeutischen Zentrum erforschte sie mit ihren Mitarbeitern Anni Bergman und Fred Pine die zweite psychische Geburt des Menschen, die für die  analytische Behandlung von Erwachsenen bahnbrechend war.
Zwei Jahre später erschien ihr Aufsatz über kindliche Psychosen, in dem sie autistische von symbiotischen frühkindlichen Psychosen unterschied, ein Thema, das sie 1968 in ihrem gemeinsam mit Furer verfassten Buch On Human Symbiosis and the Vicissitudes of Individuation weiterverfolgte. Die Psychoseforschung war für Mahler der Ausgangspunkt, um auch die normale kindliche Entwicklung zu erklären. Ab 1959 führte sie mit ihren Mitarbeitern neben der Untersuchung psychotischer Kinder auch eine Studie über normale Säuglinge und deren Mütter am New Yorker Masters Children's Center durch. Diese langjährigen Projekte führten 1975 zu dem bekannten Buch The Psychological Birth of the Human Infant, in dem sie gemeinsam mit Fred Pine und Anni Bergman die Theorie vom Separations-Individuationsprozess darstellte. Mahler zufolge muss der Säugling, der zunächst eine autistische Phase (heute widerlegt) durchlebt, mit seiner Mutter eine Symbiose eingehen und dann in einem Prozess der Separation, der sich bis zum Ende des dritten Lebensjahrzehnts erstreckt, aus dieser symbiotischen Phase wieder herausgelangen, um ein von der Mutter getrenntes Selbst zu entwickeln. Dieser Prozess der inneren Loslösung verläuft über die Differenzierungs-, die Übungs- und die Wiederannäherungsphase und mündet in der Individualität und den Anfängen emotionaler Objektkonstanz. Im Falle einer mangelnden Selbstdifferenzierung des Kindes kann es zu einer symbiotischen Psychose kommen. Zuletzt war Margaret Mahler Forschungsdirektorin am Masters Children's Center in New York, wo sie bis zu ihrem Tod lebte. Sie hinterließ ihr Vermögen den „Grauen Panthern“.

## Entwicklungsmodell
Das Entwicklungsmodell von Margaret Mahler ist eine einflussreiche Theorie zur psychischen Geburt des Menschen, zur Entwicklung im Säuglings- und Kleinkindalter. Diese Theorie wird in ihrem Hauptwerk „Die psychische Geburt des Menschen“ ausführlich dargestellt.
Ein zentrales Thema von Mahlers Werk ist der Prozess der gesunden Individuation, als deren Voraussetzung sie die Lösung aus der frühen symbiotischen Beziehung zur Mutter sieht.
Mahler war eine der ersten Psychoanalytiker, die entwicklungspsychologische Konzepte aus der direkten Kinderbeobachtung ableiteten. Sie fragte danach, wie sich Kleinkinder bis zum Alter von 3 Jahren entwickeln und wie sie auf kurzzeitige Trennung von der Mutter reagieren. Dafür verwendete sie Kindergärten mit von außen einsehbaren Wänden für Kinder vom 8. Lebensmonat bis zum 3. Lebensjahr. Eltern und speziell ausgebildete Erzieherinnen beobachteten die Kinder und füllten Fragebögen über diese aus. Zudem wurden Eltern und Kinder zu Beginn, Mitte und Ende der Untersuchung getestet. Im Unterschied zur bisherigen Forschung in der Psychoanalyse, die das Kind im Erwachsenen rekonstruierte, stellten das Forschungs- und Beobachtungsdesign die erste systematische direkte Kinderbeobachtung in den Mittelpunkt. Dies wurde später vor allem in England im Kontext der Bindungstheorie und der Neueren Säuglings- und Kleinkindforschung fortgesetzt Mahler leitet aus ihren Beobachtungen die folgenden Phasen als Entwicklungsmodell ab. Dabei gehen die Phasen ineinander über und die jeweils früheren bleiben in den späteren latent enthalten, so dass sie auch reaktivierbar sind:

### Autistische Phase (Geburt bis 4–6 Wochen)
Die autistische Phase kennzeichnet die ersten Wochen nach der Geburt eines Kindes. In dieser Zeit geht es vorrangig darum, das homöostatische Gleichgewicht nach dem physischen Einschnitt der Geburt wiederherzustellen, so dass der Körper stark libidobesetzt ist. Zudem besteht eine hohe Reizschranke zur Außenwelt und die Sinne, insbesondere der Sehsinn, sind noch nicht voll entwickelt (Farbensehen erst ab dem 2. Monat).

### Symbiotische Phase (2. bis 5./6. Monat)
Die symbiotische Phase beginnt etwa mit dem zweiten Lebensmonat. In dieser Phase erlebt das Kind sich und seine Mutter als untrennbare Einheit. Die Libidobesetzung wird nun auf das symbiotische Umfeld ausgeweitet. Das Kind kann in dieser Zeit noch nicht affektiv zwischen Innen und Außen, Selbst und Nicht-Selbst sowie Kind und Mutter unterscheiden. Ein weiteres Merkmal der Phase ist das Spiegeln: Das Kind inkorporiert die Mutter, zuerst durch Lächeln. Da das Kind die Mutter nicht als getrennte Persönlichkeit wahrnimmt, ist die emotionale Einfühlung der Mutter zur optimalen Triebbefriedigung sowie zur angemessenen Entwicklung eines basalen Sicherheitsgefühls und Urvertrauens sehr wichtig. Darüber hinaus stellt die Mutter für ihr Kind ein Reizschutzschild zur Umwelt dar. Zudem sei diese Beziehung zwischen Mutter und Kind eine Basis für alle späteren Beziehungen. Die symbiotische Phase gilt heute als neurowissenschaftlich untermauert.

### Loslösungs- und Individuationsphase (Differenzierungsphase 5. bis 12. Monat)
Die Loslösung und die Individuation sind zwei getrennte, aber im Idealfall parallel verlaufende Sozialisationsvorgänge.
Bei der Loslösung geht es um die Differenzierung des Körperschemas, Distanzierung und Abgrenzungskompetenz. Bei der Individuation soll eine intrapsychische Autonomie, kognitive Fähigkeiten sowie emotionale Objektkonstanz erreicht werden.

### Differenzierung des Körperschemas
Diese Phase umfasst etwa die Zeit vom vierten bis achten Lebensmonat. Während dieser Zeit sind die motorischen Fähigkeiten des Kindes bereits so weit entwickelt, dass es sich beispielsweise von der Mutter abstemmen kann. Auf diese Weise kann es mehr sehen, erweitert sein Blickfeld und besetzt die Umgebung bereits mit Libido. Besonders wichtig ist dabei der einfühlungsvolle Körperkontakt der Mutter mit dem Kind. Durch den Kontakt erfährt das Kind seinen Körper als getrennt von der Mutter. Es erkennt die physische, noch nicht die psychische Trennung. Ein weiteres typisches Merkmal dieses Entwicklungsabschnitts ist das „checking back“. Hier betastet das Kind die Mutter und die Umwelt und vergleicht die Gegenstände, Personen so mit der Mutter.

### Übungsphase (11. bis 18. Monat)
Die Übungsphase überschneidet sich mit der Differenzierung des Körperschemas und umfasst ungefähr die Zeit vom vierten bis zum sechzehnten Lebensmonat. In dieser Zeit sind die motorischen Fähigkeiten des Kindes noch weiter entwickelt. Es kann sich durch Krabbeln und Laufen zunehmend selbständig von der Mutter entfernen, kann eigenständig Trennung, Abstand und Nähe handhaben. Die Umgebung wird zunehmend libidobesetzt.
Das Kind beginnt nun stark, sich für die Umwelt zu interessieren, und erforscht diese intensiv. Die Übungsphase ist oft die glücklichste Phase der Kleinkindzeit. Das Kind hat ein starkes Omnipotenzgefühl, freut sich über die Welt und seine wachsenden Fähigkeiten. Dabei entwickelt es eine starke Frustrationstoleranz gegenüber Verlust oder Schmerz. Zudem entwickeln sich die Ich-Funktionen rapide. Dabei ist es sehr wichtig, dass die Mutter einerseits stets zum Auftanken von Emotionen zur Verfügung steht, da das Sicherheitsgefühl noch nicht ausgeprägt ist, andererseits das Kind aber auch ermutigt, seine Umwelt zu erkunden.
Das Forschungsinteresse der Kinder in dieser Zeit hängt stark davon ab, inwieweit die Mutter Sicherheit und Vertrauen vermittelt. Verlässt die Mutter das Kind in dieser Zeit, kann es zu einem Stimmungsabfall kommen.
Das Interesse des Kindes wendet sich auch zunehmend der unbelebten Welt zu. Häufig wird ein Übergangsobjekt konstituiert, das einen Ersatz für die Symbiose mit der Mutter darstellt. Dieses kann zum Beispiel eine weiche Decke oder ein Kuscheltier sein, welches das Kind ständig mit sich herumträgt.
Gegenüber fremden Personen herrscht meist Neugierde, doch kann es auch zu Anflügen von Fremdenangst kommen. Der Vater spielt in dieser Phase eine wichtige Rolle als Kamerad bei Spielen, in denen sich das Kind, im Gegensatz zu seiner sonstigen Abhängigkeit und Schwäche, groß und stark vorkommen kann.

### Wiederannäherungsphase (18. bis 24. Monat)
Die Wiederannäherungsphase besteht aus der Wiederannäherungskrise und ihren individuellen Lösungen. Sie umfasst etwa die Zeit vom 14. bis 26. Lebensmonat und überschneidet sich mit der Übungsphase.
Zu diesem Zeitpunkt sind die kognitiven Fähigkeiten des Kindes so weit entwickelt, dass es sich auch psychisch als von der Mutter getrenntes Wesen wahrnimmt. Durch die Weiterentwicklung der motorischen Fähigkeiten ist das Kind zunehmend in der Lage, sich weiter von der Mutter zu entfernen. So scheint es wiederum ununterbrochen mit der Frage beschäftigt zu sein, wo sich die Mutter gerade aufhält.
Das Kind besetzt nun die Mutter als Person mit Libido und möchte seine Welt und seine Erkenntnisse mit ihr teilen. Es präsentiert häufig alle möglichen Funde und verlangt, dass sich die Mutter dafür interessiert. Zudem entwickelt das Kind aufgrund der Möglichkeit, sich von der Mutter zu entfernen, und aufgrund der kognitiven Erkenntnis der psychischen Trennung Trennungsangst. Im Gegenzug dazu ergibt sich aber auch die Angst, wieder in der Symbiose mit der Mutter gefangen zu werden.
Darüber hinaus erkennt das Kind während dieser Zeit die Unnachgiebigkeit der harten Materie, vor der es auch die Eltern nicht bewahren können. Es wird zudem, vor allem im Rahmen der Reinlichkeitserziehung, zunehmend mit Anforderungen der Eltern konfrontiert. Das Omnipotenzgefühl weicht nun Frustration, und das Kind gerät oft in Enttäuschungswut. Diese verstärkt wiederum die Trennungsangst.
Das Kind befindet sich im Zwiespalt zwischen seiner beginnenden Autonomie und der anhaltenden Abhängigkeit. Daher ist es sehr wichtig, dass die Mutter stets als Heimatbasis zur Verfügung steht und viel Geduld mit dem Kind hat, die es jetzt, nach der relativ selbständigen Übungsphase, wieder mehr benötigt. Andererseits sollte sie aber auch Verständnis für das wachsende Autonomiebedürfnis des Kindes haben.
In Bezug auf die Mutter entwickelt das Kind häufig eine Spaltung. Es erfährt die Mutter als zwei Personen, eine gute und eine böse. Eine solche Spaltung ist in diesem Entwicklungsabschnitt normal, sollte jedoch überwunden werden, sodass sich schließlich ein ganzheitliches, positives Mutterbild durchsetzt.
Generell herrschen während dieser Phase idealisierte Elternbilder vor. Der Vater spielt eine sehr wichtige Rolle. Durch die Identifikation mit diesem erlebt das Kind die Beziehung der Eltern mit und fühlt sich nicht ausgeschlossen. Der Vater, als von der Mutter getrennte Person, zeigt dem Kind, dass die Trennung nichts Schlimmes ist. Auf diese Weise kann er es vor einer Regredierung in die Symbiose bewahren.
Ernst Abelin entwickelte als Mitarbeiter von Margaret Mahler das Konzept der frühen Triangulierung (1971). In dieser Phase nimmt das Kind (erstmals) die besonderen Beziehungen zwischen Mutter, Vater und sich wahr. Ein weiterer wichtiger Aspekt ist, dass die Kinder während dieses Entwicklungsabschnitts ihre Geschlechtsidentität erkennen, mit allen Folgen wie Kastrationsangst, Penisneid etc.
Mahler ging davon aus, dass Störungen in der Loslösung und Individuation, insbesondere in der Wiederannäherungsphase, eine maßgebliche Rolle bei der Entwicklung von Borderline-Störungen spielen. Dieser Ansatz wurde von Christa Rhode-Dachser aufgegriffen und anhand klinischer Fälle differenziert.

### Konsolidierung der Individualität und Anfänge einer emotionalen Objektkonstanz (24. bis 36. Monat)
Während dieses Entwicklungabschnittes geht es um die Ausbildung einer intrapsychischen Autonomie sowie emotionaler Objektkonstanz. Die Voraussetzung ist die erfolgreiche Loslösung in der Wiederannäherungsphase.
Die Objektkonstanz ist der Modus des Erlebens wichtiger Bezugspersonen des Kindes. Zunächst ist die emotionale Objektkonstanz bezüglich der Mutter ausschlaggebend. Wichtig ist, dass die Spaltung gute/böse Mutter zugunsten eines überwiegend positiven ganzheitlichen Mutterbildes aufgegeben wurde. An dieses positive Bild kann sich das Kind dann auch erinnern wenn die Mutter einmal nicht da ist und kann die Trennung aufgrund der Erinnerung handhaben.
Bei der Individualität geht es um die allmähliche Entwicklung der Realitätsprüfung. Das Kind lernt zu akzeptieren, dass andere Objekte nicht narzisstische Selbstobjekte, sondern eigenständige, getrennte Realobjekte sind. Ziel sind die Entwicklung eines realistischen Selbst- und Elternbildes sowie die Ausbildung konstanter Selbst- und Objektrepräsentanzen. Ihre Arbeit wurde weiterentwickelt von Daniel Stern.

## Einordnung und Rezeption
Die Theorie Mahlers ist in der klassischen Psychoanalyse Sigmund Freuds und Anna Freuds verankert. Mahlers Intention war es, der freudschen Darstellung der Entwicklung des Ichs und des Über-Ichs eine empirische, auf der Kinderbeobachtung beruhende, Differenzierung der Theorie an die Seite zu stellen. Zugleich gilt ihr Werk als Übergang zur Selbst- und Objektbeziehungstheorie.
Ihr Werk Symbiose und Individuation: Psychosen im frühen Kindesalter. gehört zu den Standardwerke der Psychoanalyse. Das Werk Die psychische Geburt des Menschen erschien in deutscher Sprache 2008 in 19. Auflage.
Mahlers Postulat der autistischen Phase sei mit der modernen Säuglingsforschung nicht vereinbar und das Konzept eines symbolischen Stadiums sei in dieser Hinsicht zumindest problematisch.

## Auszeichnungen
- 1969: Agneces Prucell McGavin Award der Am. Psychiatric Assn.
- Frieda Fromm Reichmann Award der Am. Acad. of Psychoanalysis
- Heinz Hartmann Award der New York Psychoanalytic Institutes

## Schriften
- Die psychische Geburt des Menschen. Symbiose und Individuation, Frankfurt a. M. 1996, ISBN 3-596-26731-5. Erstveröffentlichung New York 1975, deutsche Erstausgabe 1978.
- Symbiose und Individuation: Psychosen im frühen Kindesalter. (Standardwerke der Psychoanalyse) Stuttgart: Klett-Cotta 1998.
- Mein Leben, mein Werk. Hrsg. von Paul E. Stepansky. Kösel, München 1989. ISBN 3-466-30298-6.